# 埃普沃思 (林肯郡)
埃普沃思（Epworth）是英格兰林肯郡阿克斯霍姆岛的一个镇和民政教区，約翰·衛斯理、查理·卫斯理出生于此，后世一些循道宗组织也以小镇的名字命名。小镇历史悠久，1086年的末日审判书中对此地有记载，当时地名写作“Epeuerde”。